# Lorenzo Luna
Lorenzo Mario Luna Díaz (Nuevo Laredo, Tamaulipas, México, 3 de noviembre de 1951-23 de marzo de 1991) fue un historiador e investigador mexicano.

## Estudios y actividades académicas

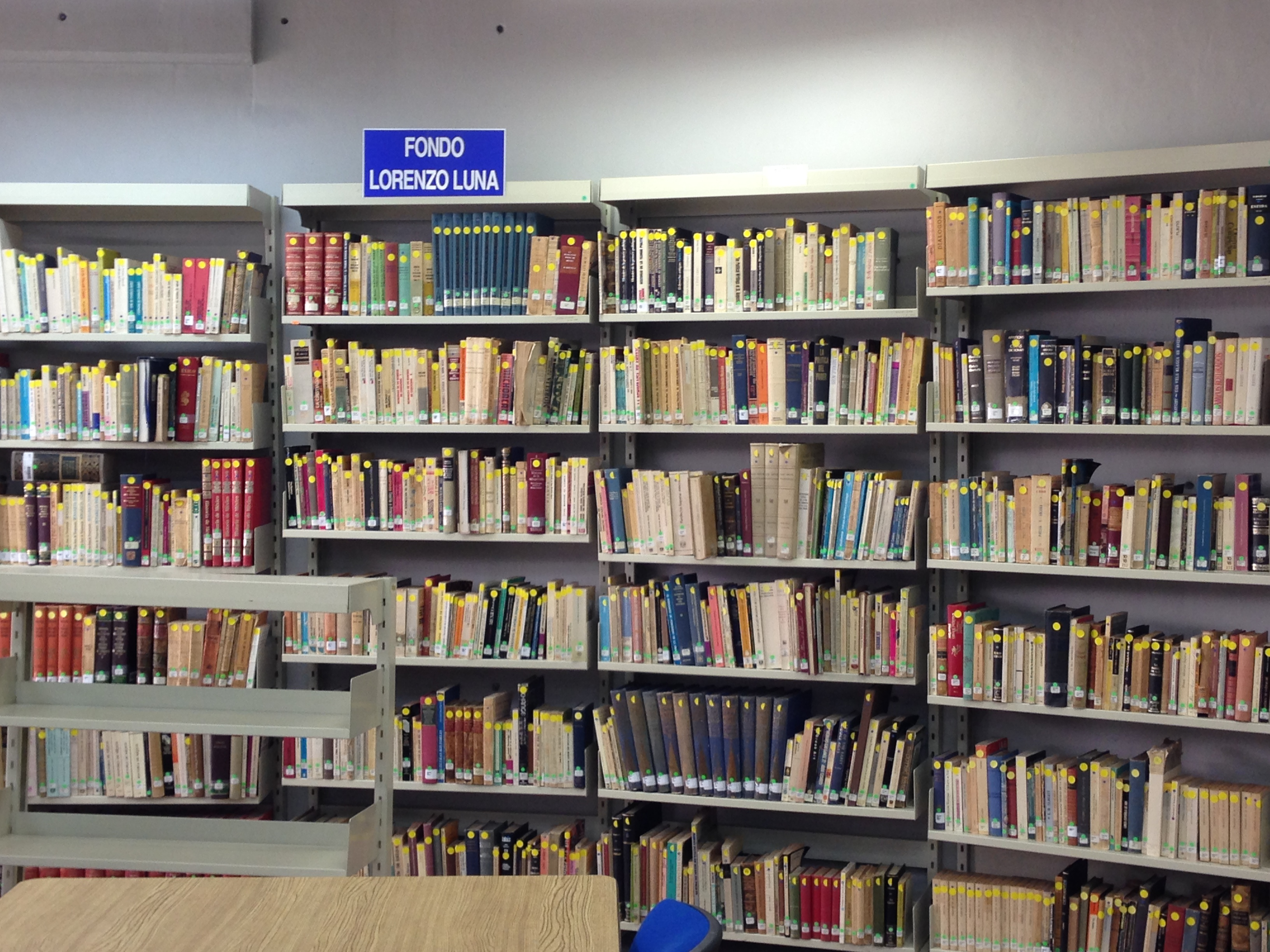
Fondo Lorenzo Luna en la biblioteca del IISUE, UNAM.

Comenzó sus estudios en Tamaulipas. Estudió Historia en la Universidad Iberoamericana durante un año, antes de ingresar a la Universidad Nacional Autónoma de México en 1969, lugar donde fue discípulo de Eduardo Blanquel y donde posteriormente impartió clases. Colaboró como docente con historiadores como Juan Antonio Ortega y Medina, Wenceslao Roces y Juan Brom. Asimismo, participó en diferentes actividades en el Colegio de Historia de la Facultad de Filosofía y Letras y en el Sistema de Universidad Abierta (SUA). En 1971 impartió clases en una escuela secundaria.
También se desempeñó como profesor de la Escuela  Nacional de Antropología e Historia (ENAH) y de la Universidad Autónoma Metropolitana (UAM), e impartió cursos en el Instituto José María Luis Mora y en El Colegio de Michoacán.
Realizó su doctorado en la Universidad de Cambridge de 1976 a 1980.
Desde 1984 fue investigador del Centro de Estudios Sobre la Universidad (CESU, actual IISUE), lugar en el que estudió a la Real y Pontificia Universidad de México y sus antecedentes medievales.

## Obra
Se interesó en la historia de la Edad Media, historia de la cultura y la historiografía.
- "La corporación universitaria en la Colonia y sus antecedentes medievales", 1987.
- "El claustro de consiliarios de la real universidad de México, de 1553 al segundo rectorado de Farfán reeditado", 1996 (con Armando Pavón).

Después de su fallecimiento, su familia donó diversos libros y materiales al IISUE.